# Democratische Volkspartij van Afghanistan
De Democratische Volkspartij van Afghanistan (DVPA) (Perzisch: حزب دموکراتيک خلق افغانستان, Hezb-e dimūkrātĩk-e khalq-e Afghānistān, Pasjtoe: د افغانستان د خلق دموکراټیک ګوند, Da Afghanistān da khalq dimukrātīk gund) was een links-socialistische, Afghaanse politieke partij, opgericht in 1965 door Nur Muhammad Taraki en enkele vertrouwelingen.
De DVPA stond voor democratische verkiezingen, landhervormingen, scheiding tussen kerk en staat, vrouwenemancipatie en een progressieve islam. Al spoedig ontstond er rivaliteit tussen de verschillende groepen binnen de DVPA. In 1967 viel de DVPA uit elkaar in verschillende facties. De belangrijkste twee waren de Khalq-factie onder leiding van Taraki en de Parcham-factie onder leiding van Babrak Karmal (de vicesecretaris-generaal van de DVPA). De Khalq-factie streefde naar een letterlijk uitvoeren van het partijprogram van de DVPA, inclusief de nationalistische punten van de DVPA.
Daarnaast leunde de Khalq voornamelijk op de Pashtun, de grootste bevolkingsgroep van Afghanistan, met een traditionele achtergrond, en de stedelijke arbeiders.
De Parcham-factie leunde voornamelijk op niet-Pashtun bevolkingsgroepen in Afghanistan en op de Dari sprekende elite. De Parcham was pro-Sovjet-Unie.
Onder druk van de Sovjet-Unie verzoenden Karmal en Taraki zich in 1978. In april 1979 was de DVPA betrokken bij de militaire staatsgreep die gepleegd werd door communistisch gezinde officieren (27 april 1978). Op 30 april 1978 droeg de militaire junta de macht over aan de DVPA en Taraki werd president van de Revolutionaire Raad (dat wil zeggen staatshoofd). Kort daarna werden de Parcham-leden uit Taraki's regering gezet en de Khalq regeerde vanaf dat moment Afghanistan.
In september 1979 werd de door de USSR gesteunde Taraki door Amin - eveneens een Khalqi - afgezet. Amin werd president. Het gewapende verzet (sinds juni 1978) nam vanaf dat moment echter toe, en de USSR viel eind december 1979 Afghanistan binnen, dit om het Afghaanse leger militaire bijstand te verlenen in hun strijd tegen de moedjahedien. Amin kwam op 27 december 1979 om het leven tijdens een bestorming van zijn werkpaleis door de KGB. Vanaf dat moment kwam de (pro-Sovjet-Russische) Parcham-factie met Russische steun aan de macht en Babrak Karmal werd president. Het verzet tegen de communistische regering bleef echter en nam almaar toe. Mede wegens Karmals onwil om met de moedjahedien te onderhandelen, werd hij in 1986 door de Sovjets vervangen. De nieuwe president, Mohammed Nadjiboellah (voorheen chef van de inlichtingendienst KhAD), was wel bereid om met de moedjahedien te onderhandelen. In 1990 hief Nadjiboellah de DVPA op en richtte de Watan (=Vaderland)partij op. De Watanpartij was weliswaar niet-marxistisch, maar de partijleiding bestond voornamelijk uit oud-DVPA-leden van de Parcham-vleugel. Uiteindelijk liepen een aantal Khalq-leden over naar de moedjahedien. De opvolger van de partij is Democratische Watan Partij van Afghanistan.

## Ideologie
De DVPA wordt doorgaans gezien als een communistische partij die het marxisme-leninisme was toegedaan. Echter, in alle publicaties die door de partij werden uitgegeven, wordt iedere verwijzing naar het communisme, marxisme of zelfs het socialisme vermeden. De officiële door de DVPA aangenomen ideologie was die van "nationale democratie", dat blijkbaar werd opgevat als een voorstadium van het socialisme. Haar leiders, Taraki en Babrak Karmal werden echter beschouwd als doorgewinterde marxisten. De partijstructuur, prominente afbeeldingen van Marx en Lenin bij partijbijeenkomsten en de rode vlag, alsook verwijzingen in partijliteratuur naar het proletariaat, de werkende klasse en het expliciet noemen van de "Grote Socialistische Oktoberrevolutie" in de Basis Principes van de Democratische Republiek Afghanistan, maken wel duidelijk dat de DVPA een partij van marxistische inspiratie was. Het staat echter wel vast dat de meeste leden van de partij, ook in de hogere echelons geen marxisten waren en ook nauwelijks op de hoogte waren van de communistische ideologie.
Naast communisme was de DVPA ook een links-nationalistische partij en stond daarmee in de lijn van progressieve partijen in de Derde Wereld die zich hadden ontdaan van het Westers imperialisme en zich oriënteerden op linkse en neutralistische regimes.

## Structuur
De structuur van de DVPA was gelijk aan die van de Communistische Partij van de Sovjet-Unie. De partij kende een Congres als hoogste orgaan, dat een Centraal Comité en Secretariaat koos als belangrijkste bestuurlijke en administratieve organen. Als dagelijks bestuur koos het Centraal Comité een Politbureau. Dit laatste orgaan telde gewoonlijk tussen de zes en negen leden, terwijl het Centraal Comité rond de dertig leden telde. De secretaris-generaal van het Centraal Comité was de leider van de DVPA. Een aantal leden van het Politbureau had ook zitting in het Secretariaat. Na de Sovjetinvasie van december 1979 behoorden de meeste leden van de bestuurlijke organen tot de Parcham-vleugel van de partij. Hoewel het Congres het hoogste partijorgaan was, waren er in de geschiedenis van de DVPA maar twee partijcongressen geweest, in 1967 (twee jaar na de oprichting van de partij) en in 1987 (toen de partij ook daadwerkelijk aan de macht was). In mei 1982 vond een partijconferentie plaats waarbij enkele belangrijke beslissingen werden genomen die normaal gesproken door een Congres hadden moeten worden genomen.

### Lijst van secretarissen-generaal van de DVPA
Over het algemeen waren de post van secretaris-generaal van DVPA en het presidentschap van het land geconcentreerd in de handen van een persoon.
| #                        | Afbeelding | Naam                              | Termijn | Notitie |
| ------------------------ | ---------- | --------------------------------- | --- | ------- |
| 1.                       |            | Nur Muhammad Taraki (1917-1979)   | 1 mei 1978 - 16 september 1979 | ,       |
| 2.                       |            | Hafizullah Amin (1929-1979)       | 16 september 1979 - 27 december 1979 | ,       |
| 3.                       |            | Babrak Karmal (1929-1996)         | 27 december 1979 - 4 mei 1986 | ,       |
| 4.                       |            | Mohammed Nadjiboellah (1947-1996) | 4 mei 1986 - 16 april 1992 4 mei 1986 - 28 juni 1990: secretaris-generaal van de DVPA 28 juni 1990 - 16 april 1992: secretaris-generaal van de Watan Partij (Hezb-e Watan) | ,       |
| Bron: Worldstatesmen.org |            |                                   | |         |